# Arenzano
Arenzano – miejscowość i gmina we Włoszech, w regionie Liguria, w prowincji Genua.
Według danych na rok 2004 gminę zamieszkiwało 11 396 osób, a gęstość zaludnienia wynosiła 474,8 os./km².

## Miasta partnerskie
- Tata